# イナゴタワー
イナゴタワーとは、イナゴ投資家（locust investor）と呼ばれる個人投資家らが行った株式など有価証券の循環取引が原因で生じるタワーのような形状の株価チャートのことをさす俗語である。

## 概要
ある特定の銘柄についてテレビやインターネットなどのニュース、あるいはTwitterやLINEやFacebookなどのSNSで情報を知った個人投資家らが、その情報を材料と見て一斉にその銘柄を取引することにより、特定の銘柄の株価が急騰・急落を引き起こすことがある。このような個人投資家らの、急に現れて利食いをした後は、すぐ別の銘柄に当たるという投資行動を、秋になると一斉に繁殖し大群で飛んできて稲穂に群がり食い尽くし飛び去るイナゴに例えて、証券業界の関係者らは「イナゴ投資家」や「イナゴトレーダー」あるいは、単に「イナゴ」と呼んでいる。このようなイナゴ投資家の取引の軌跡は、その銘柄にとって好材料なら株価が暴騰した後に一転して急落するなどというように株価の値動き反映されることが多い。そして、このような一連の値動きをチャートにした時、その暴騰と急落の動きがタワーのような形をしていることから、イナゴ投資家が作るタワーということでイナゴタワーと呼ばれている。なお、イナゴタワーが形成されると、結果的に暴騰前の価格を割り込む水準まで株価が落ち、しかも落ちたあとの株価が暴騰前の水準まで戻るのにもかなりの時間がかかるということが往々にして見られると言われている。
イナゴタワーを形成する銘柄には特徴があるとされ、松井証券の窪田朋一郎によると、具体的には以下の3点のいずれかに該当する銘柄がそれであるという。
1. 時価総額が100億円未満赤字[7]。
2. 利益額が小さい[7]。
3. PER（株価収益率）などの株価指標で判断できない小型株[7]。

この理由として、日本経済新聞では上記の要件を満たす銘柄は「わずかな売買でも株価が動きやすい」ことを指摘している。また、2017年～2018年1月までに不動産ファンドなどを手掛けるGFA、工作機械のヤマザキ、電子メールサービスのfonfunなどでタワーが発生したとしている。

## イナゴ投資家
イナゴ投資家とは、短期で材料株の回転売買を繰り返す個人投資家らのことである。彼らは、2013年1月に始まった信用取引無限回転という信用取引の規制緩和の影響で、個人投資家らの中でも、とりわけデイトレーダーと呼ばれる日中に売買の決済を行うことで利益を得ようとする投資家の売買動向が大きく変わったことで登場した投資家の種類の一つでもある。本規制緩和が実施される以前は、同じ資金では1日につき1回のみでしか、信用取引での新規買い（売り）ができなかったため、大きな値幅が取れる可能性のある仕手株や材料株といわれる銘柄を売買するのがデイトレーダーの主な投資行動であった。しかし、本規制緩和でできるようになった「信用取引無限回転」では、同じ資金を使っても返済さえすれば、新規買い（売り）が1日に何度でもできるようになったため、1回の取引で大きな値幅を狙う必要はなくなり、ごく僅かな利ザヤであろうとも幾度も取引を重ねさえすれば、大きな収益を期待できるようになった。さらにその特性からポジション保有の時間を短く抑えられるようになったことからリスクも大きく抑制できるようになったことから、短期で材料株の回転売買を繰り返すイナゴ投資家と呼ばれる個人投資家らが増加した。さらに、2014年7月の東証の主力株において、最小で0.1円単位まで値刻みが縮小されたことなども、イナゴ投資家にとっても利便性が高まり、ますます短期で回転売買を行う投資家が増加する一因となった。
こうしたイナゴ投資家は、カリスマ投資家の「特定の株を何株買った」など、あえて自分の持ち高を公開するようなツイッター上の投稿などに反応している。この投稿は追随買いや売りを誘うことが多く、投稿それ自体が投資材料となっている。日本経済新聞では、こうしたイナゴ投資家の動きに一般の個人投資家が追随しても、なかなか儲からないとしている。その理由として「つぶやきなどで急騰し始めると注文が極端に買いに偏る。ようやく買えた頃には売りも膨らみ始め、結果として高値づかみになる」ことを挙げている。また松井証券の窪田朋一郎は「自分の持ち高を開示する投資家に何の意図もないとは考えにくい。売り抜けるためとみるのが自然」と警告している。
以前は、イナゴ投資家というと、上述した意味とは異なり、年末の資金手当てを目的に、秋に株式の含み益を確定させる個人投資家らのことを指していたという。

## イナゴ投資家の種類
あるインターネット掲示板においては、イナゴタワーを形成するイナゴ投資家には、以下のような種類があるという。
高速イナゴ
電光石火のようなスピードを持ち味とする「イナゴ」。銘柄に関する材料となる情報が出るやいなや内容の確認などはせず、とりあえず飛びつき取引を行う。他の「イナゴ」が乗り遅れる銘柄の暴騰に間に合う点で強みがある一方、さして材料とならないような内容の情報も少なくないことから、結局のところ損切りで終わることの方が多いとされる。また、稀に「共食いイナゴ」に変化する。
下級イナゴ
銘柄に関する情報が流れた際に、その情報を分析する能力が備わった「イナゴ」。しかしその分析能力は極めて低く「凄そう」という程度の理由でも飛びつき取引する。情報分析に時間がかかる分だけ、「高速イナゴ」に比べて、「乗り遅れる」ことも多いことから、「共食いイナゴ」の「エサ」になる場合も多い。
上級イナゴ
「下級イナゴ」の変化系。情報精査に関する能力が格段にアップしており、無駄打ちが少ないのが特徴。あえて他の「イナゴ」達が荒らした後に入ることも多いが、その分乗り遅れることも多いことから、「イナゴ心」を忘れてしまった「イナゴ」とされている。
養分イナゴ
他の「イナゴ」のATM代わりに存在する「イナゴ」。株価の上昇が終わった銘柄に飛び乗って、皆にお金をばらまいている。自分が損した銘柄の情報提供者への怨恨は凄まじい。「煽りイナゴ」に進化する。
神風イナゴ
「養分イナゴ」の神風特攻隊。イナゴタワーのトップ、節目付近の誰がどうみても崩壊直前で10～50倍くらいの買いを入れる。こいつが現れた時点でタワーの崩壊が確定する。仮想通貨によく現れる。
煽りイナゴ
「養分イナゴ」の変化系。ただお金をばらまくだけだったのが、執拗な買い煽りを繰り返し、皆を巻き込もうとする特殊能力が備わった迷惑極まりない「イナゴ」。
共食いイナゴ
「高速イナゴ」の進化系。誰よりも早く乗った銘柄を、遅れてきた「イナゴ」に売りつける「イナゴ殺し」の「イナゴ」。昨今このタイプの台頭が凄まじく、高騰銘柄が長続きしない元凶でもある。別名「ババ抜きイナゴ」。
反発イナゴ
「共食いイナゴ」の進化系。イナゴタワー崩壊後に発生する強烈なリバウンドだけを狙って他のイナゴを食い物にする。どの価格でどの程度のリバが発生するか予測出来る熟練のイナゴであり、僅か数秒～数十秒の価格変動でポジを変える能力を持つ。
殿様イナゴ
「イナゴ」界のレジェンド。特定のSNS・掲示板などで崇拝されている「イナゴ」で、他の「イナゴ」とは違い、あえて先に特定の銘柄を仕込み、その後銘柄名を叫ぶことによって「イナゴ」達を飛びつかせる手法を取る。叫んだ銘柄は必ず騰がるので負け知らずの名実ともに最強「イナゴ」である。

## イナゴタワーの形成と法規制
イナゴタワーを形成させようとX（旧・ツイッター）などに投稿する行為の違法性について、森・浜田松本法律事務所の根本敏光弁護士は「『こう書いたら相場が変動するかもしれない』と分かった上で書き込みをすると、グレーゾーンだ」と、相場操縦の観点から指摘している。また、ネット上に散見される明らかにデマと思われる中傷や買煽りについては、アンダーソン・毛利・友常法律事務所の中崎尚弁護士が「リツイートであっても広めた後に自分がもうかる取引をすると抵触する可能性はある」と指摘する。
インターネットが普及する以前は、仕手筋と呼ばれる集団がセミナーや電話などを通じて時間をかけて株価を動かそうとしていたが、現在ではこれと同様の行動をツイッターなどを用いて「個人が罪の意識もなく平然としている」と指摘する者もいる。前述の中崎尚弁護士は、「ツイッターで立件されたケースはまだないが、掲示板ではある」としており、こうした投稿に対して警鐘を鳴らしている。